# Manusplatte
Koordinaten: 3° 2′ 13,2″ S, 150° 27′ 21,6″ O

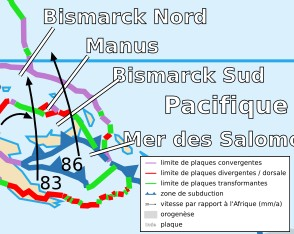
Eine Karte der Manusplatte und der Umgebung (französisch)

Die Manusplatte ist eine winzige tektonische Platte (Mikroplatte), welche sich südlich der Insel Lavongai im Pazifischen Ozean befindet. Sie liegt genau an der Plattengrenze zwischen der Nord- und der Südbismarckplatte. Ihren Namen bekam die Erdplatte von der naheliegenden Insel Manus. 
Mit einer Fläche von nur 0,00020 Steradiant ist die Manusplatte die wohl kleinste tektonische Platte weltweit.